# Lameck Banda
Lameck Banda (Lusaka, Zambia, 29 de enero de 2001) es un futbolista zambiano. Juega de centrocampista y su equipo es la U. S. Lecce de la Serie A de Italia.

## Trayectoria
En 2019 fichó por el Arsenal Tula ruso, donde compartió vestuario con sus compatriotas Evans Kangwa y Kings Kangwa. Debutó en la Liga Premier de Rusia el 12 de julio de 2019 ante el Dinamo de Moscú. Entre 2020 y 2022, fue enviado a préstamo a los clubes israelíes del Maccabi Netanya y el Maccabi Petah Tikva.
El 4 de agosto de 2022 fichó por la U. S. Lecce de la Serie A de Italia.
El 4 de enero de 2023 fue abusado racialmente, junto con su compañero de equipo Samuel Umtiti, por un grupo de aficionados visitantes durante un partido de liga en casa contra la S. S. Lazio. Los aficionados involucrados siguieron atacando a los dos jugadores con cánticos racistas durante la mayor parte del partido, y el árbitro Livio Martinelli se vio obligado a interrumpir el juego durante unos minutos durante la segunda mitad, aunque el jugador de Zambia ya había sido sustituido en el medio tiempo. El juego finalmente terminó con una victoria por 2-1 para Lecce. El propio presidente del club, Saverio Sticchi Damiani, defendió a ambos jugadores maltratados en el post-partido. Lazio se disculpó por el comportamiento de sus simpatizantes emitiendo un comunicado oficial en las redes sociales, mientras que el presidente de la FIFA, Gianni Infantino, mostró su apoyo a Umtiti y Banda a través de un mensaje en su perfil de Instagram.

## Selección nacional
Internacional en categorías inferiores por Zambia, debutó con la selección absoluta el 25 de marzo de 2022 ante el Congo en la victoria por 3-1 en un amistoso.

## Clubes
| Club                               | País   | Año           |
| ---------------------------------- | ------ | ------------- |
| Nkwazi F. C.                       | Zambia | 2018          |
| ZESCO United F. C.                 | Zambia | 2018-2019     |
| Buildcon Ndola F. C.               | Zambia | 2019          |
| P. F. C. Arsenal Tula              | Rusia  | 2019-2022     |
| Maccabi Netanya F. C. (cedido)     | Israel | 2020-2021     |
| Maccabi Petah Tikva F. C. (cedido) | Israel | 2021-2022     |
| U. S. Lecce                        | Italia | 2022-presente |

## Palmarés

### Títulos nacionales
| Título                     | Club               | País   | Año  |
| -------------------------- | ------------------ | ------ | ---- |
| Primera División de Zambia | ZESCO United F. C. | Zambia | 2018 |
| Primera División de Zambia | ZESCO United F. C. | Zambia | 2019 |